# S. Shankar
Shankar Shanmugham (en tamoul ஷங்கர் சண்முகம்), généralement appelé S. Shankar ou simplement Shankar, est un réalisateur et producteur indien, né le 17 août 1963 à Kumbakonam (Tamil Nadu). Il travaille principalement à Kollywood.
Il fait ses débuts en tant que réalisateur du film Gentleman (1993) pour lequel il a remporté le Filmfare Award du meilleur réalisateur en tamoul et le Tamil Nadu State Film Award du meilleur réalisateur. 
Les films de Shankar traitent généralement des problèmes sociaux contemporains et des thèmes de vigilance. Il est l'un des cinéastes les mieux payés de l'Inde, particulièrement connu pour son utilisation intensive des effets visuels, du maquillage prothétique et de la technologie de pointe dans les chansons.
Il collabore généralement avec le compositeur A. R. Rahman. Deux de ses films, Indian (1996) et Jeans (1998) ont été soumis par l'Inde pour l'Oscar du meilleur film en langue étrangère. Son film de production Veyil (2006), a reçu le Prix national du film pour le meilleur long métrage en 2007. La même année, il reçoit un doctorat honorifique de l'Université de MGR.

## Filmographie

### Comme réalisateur
| Année | Film         | Notes         |
| ----- | ------------ | ------------- |
| 1993  | Gentleman    |               |
| 1994  | Kadhalan     |               |
| 1996  | Indian       |               |
| 1998  | Jeans        |               |
| 1999  | Mudhalvan    |               |
| 2001  | Nayak        | Film Hindi    |
| 2003  | Boys         |               |
| 2005  | Anniyan      |               |
| 2007  | Sivaji       |               |
| 2010  | Enthiran     |               |
| 2012  | Nanban       |               |
| 2015  | I            |               |
| 2018  | 2.0          |               |
| 2024  | Indian 2     |               |
| 2025  | Game Changer | Film Télougou |
| 2025  | Indian 3     | Prochainement |

### Comme scénariste
| Année | Film      | Notes |
| ----- | --------- | ----- |
| 1993  | Gentleman |       |
| 1994  | Kadhalan  |       |
| 1996  | Indian    |       |
| 1998  | Jeans     |       |
| 1999  | Mudhalvan |       |
| 2001  | Nayak     |       |
| 2003  | Boys      |       |
| 2005  | Anniyan   |       |
| 2007  | Sivaji    |       |
| 2010  | Enthiran  |       |
| 2015  | I         |       |
| 2018  | 2.0       |       |
| 2024  | Indian 2  |       |
| 2025  | Indian 3  |       |

### Comme producteur
| Année | Film                       | Notes |
| ----- | -------------------------- | ----- |
| 1999  | Mudhalvan                  |       |
| 2004  | Kaadhal                    |       |
| 2006  | Imsai Arasan 23am Pulikesi |       |
| 2006  | Veyil                      |       |
| 2007  | Kalloori                   |       |
| 2008  | Arai Enn 305-il Kadavul    |       |
| 2009  | Eeram                      |       |
| 2010  | Rettaisuzhi                |       |
| 2010  | Anandhapurathu Veedu       |       |
| 2014  | Kappal                     |       |
| 2023  | Aneethi                    |       |

### En tant qu'acteur
| Year | Film                | Notes                                                                  |
| ---- | ------------------- | ---------------------------------------------------------------------- |
| 1985 | Vesham              |                                                                        |
| 1986 | Poovum Puyalum      | Rôle non crédité                                                       |
| 1986 | Vasantha Raagam     | Rôle non crédité en tant qu'imprimeur                                  |
| 1987 | Neethikku Thandanai | Journaliste                                                            |
| 1990 | Seetha              | Rôle non crédité                                                       |
| 1994 | Kadhalan            | Parolier pour "Pettai Rap" Apparence spéciale dans "Kadhalikum Pennin" |
| 2002 | Kadhal Virus        | Apparence spéciale en tant que lui-même                                |
| 2007 | Sivaji              | Apparence spéciale dans "Balleilakka"                                  |
| 2010 | Enthiran            | Apparence spéciale dans                                                |
| 2012 | Nanban              | Apparence spéciale dans "Asku Laska"                                   |

## Awards

### Academy Award for Best International Feature Film
- Nommé, Oscar du meilleur film en langue étrangère pour Indian (1996)
- Nommé, Oscar du meilleur film en langue étrangère pour Jeans (1998)

### National Film Award
- Prix national du film pour le meilleur long métrage en tamoul pour Veyil (2006)

### Filmfare Awards South
- Filmfare Award du meilleur réalisateur en tamoul pour Gentleman (1993)
- Filmfare Award du meilleur réalisateur en tamoul pour Kadhalan (1994)
- Filmfare Award du meilleur réalisateur en tamoul pour Anniyan (2005)
- Filmfare Award du meilleur film en tamoul pour Veyil (2006)
- Nommé, Filmfare Award du meilleur réalisateur en tamoul pour Sivaji (2007)
- Nommé, Filmfare Award du meilleur réalisateur en tamoul pour Enthiran (2010)
- Nommé, Filmfare Award du meilleur réalisateur en tamoul pour I (2015)

### Tamil Nadu State Film Awards
- Tamil Nadu State Film Award du meilleur réalisateur pour Gentleman (1993)
- Tamil Nadu State Film Award du meilleur film pour Indian (1996)
- Tamil Nadu State Film Award du meilleur film (second) pour Anniyan (2005)
- Tamil Nadu State Film Award du meilleur film pour Veyil (2006)
- Tamil Nadu State Film Award du meilleur film pour  Sivaji (2007)

### Vijay Awards
- Prix Vijay du réalisateur préféré pour Enthiran (2010)
- Prix Chevalier Sivaji Ganesan pour l'excellence du cinéma indien (2014)

### Ananda Vikatan Cinema Awards
- Meilleure animation et effets visuels pour 2.0 (2018)